# Escala 3
A escala 3 ou bitola 3 (algumas vezes citada como G64), é uma escala que designa modelos construídos para circular em pistas de 63,5 mm, e com proporção de 13,5 mm para um pé.
Isso equivale a uma escala geral de 1:22,5, a mesma usada para a escala comercial G (escala de jardim "Garden"). A diferença é que os modelos  na escala 3 rodam em pistas de bitola padrão de 64 mm, enquanto modelos na escala G rodam em pistas de 45 mm (bitola métrica).
Essa semelhança permite que os acessórios figuras e construções disponíveis comercialmente para a escala G possam ser usados também na escala 3.